# Obeliksove nevolje (strip)
Obeliksove nevolje je 30. epizoda strip edicije Asteriks. U Srbiji je premijerno objavljen u martu 2019. godine u izdanju Čarobne knjige iz Beograd. Epizoda nije objavljena pojedinačno već kao deo integrala #10 sa još dve epizode na stranama 99-142.

## Originalna epizoda
Originalna epizoda je premijerno objavljena u Francuskoj 1996. godine u izdanju Les Éditions Albert René pod nazivom La Galère d'Obélix. Alberto Uderzo je napisao scenario i nacrtao epizodu. Početno tiraž u Francuskoj bio je 2,7 miliona primeraka 

## Kratak sadržaj
Cezar sa Kleopatrom uživa u popodnevnom odmoru kada pred njega stiže vest da su robovi oteli najlepši brod njegove flote. Cezar se izdire na viceadmirala Mobidikusa i zapoveda mu vrati lađu kako zna i ume. Za to vreme robovi (koje predvodi grk Spartakus nacrtan po uzoru američkog glumca  Kirka Daglasa) odlučuju da se upute u galsko selo Amorika gde će moći da žive kao slobodni ljudi.
Za to vreme u Selu se stanovnici pripremaju da se suoče sa rimskim legionarima koji se okolini spremaju za vojnu paradu. Aspirinks je spremio dva kotlića čarobnog napitka, ali je potrošen samo jedan. Dok meštani odlaze da razbiju legionarsku paradu, Obeliks krišom ostaje u selu i sam ispija ceo kotlić čarobnog napitka, koji je ostao bez nadzora. Kada je druid shvatio šta se desilo bilo je kasno – Obeliks se okamenio. Druid kreće u šumu da potraži trave za protiv otrov. Posle nekoliko pokušaja, Obelik je oživeo ali se sada smanjio na nivo petogodišnjaka. Za to vreme u rimski logor Akvarijumu stiže viceadmiral Nemamkonsenzus koji ima zadatak da vrati Cezarovu galiju. Pukim slučajem, legionari uspevaju da zarobe malog Obeliksa i predaju ga Viceadmiralu koji ga sa brodom vraća nazad u Rim Cezaru kao monetu za potkusurivanje. Asteriks i ostali Gali kreću sa Cezarovom galijom da oslobode Obeliksa, što im vrlo brzo polazi za rukom. Nakon oslobođenja, Aspirinks dolazi na ideju da lek za starenje Obeliksa potraže na legendarnoj Atlantidi. Tamo saznaju da starešina po imenu Hipikomunos izmislio napitak za podmlađivanje, ali ne i za starenje. Srećom, Gali u povratku ponovo nailaze na Rimljane koji ugrožavaju Asteriksov život (koji nije popio napitak). Kada je to video, Obeliks je naglo počeo da stari i vratio se u godište u kome je bio kada je popio ceo kotlić.